# Bogdan Țîrdea
Bogdan sau Bogdat Țîrdea (n. 23 iulie 1974, Semipalatinsk, RSS Kazahă) este un politician, analist și comentator politic, doctor în științe politice și istoric din Republica Moldova, care din decembrie 2014 este deputat în Parlamentul Republicii Moldova din partea Partidului Socialiștilor din Republica Moldova. Face parte din Comisia parlamentară pentru politică externă și integrare europeană.
În 2003 Bogdan Țîrdea a participat în campania lui Viorel Țopa la funcția de primar general al municipiului Chișinău.
În 2020 Țîrdea a scris cartea propagandistă „Societatea civilă în Republica Moldova: ONG-crație. Sponsori. Războaie culturale” 
În ciuda pozițiilor sale puternic rusofile și antiromânești, Țîrdea a studiat în România, la SNSPA, are cetățenie română și a fost bursier al Fundației Soros.

## Activitate politică
La alegerile parlamentare din 30 noiembrie 2014 din Republica Moldova a candidat la funcția de deputat de pe poziția a zecea în lista candidaților PSRM.
A mai candidat la funcția de deputat din partea Partidului Social-Democrat la alegerile parlamentare din 6 martie 2005 din Republica Moldova (locul 22 în listă), alegerile parlamentare din 5 aprilie 2009 din Republica Moldova (locul 30 în listă), în ambele cazuri nereușind să acceadă în parlament.
Din 1998 până în prezent este lector superior la Universitatea Pedagogică de Stat Ion Creangă din Chișinău, catedra Științe filozofice și Social-economice.
Este membru al echipei Partidului Socialiștilor din Republica Moldova din 26 septembrie 2014, fără să dețină carnetul membrului partidului. Anterior, Bogdan Țîrdea a fost comentator politic la ziarele ”Socius” și ”Libertatea” (2005-2006); la portalul ava.md (2008–2012) și la ziarul «Московский Комсомолец» (2009). A mai activat în calitate de consultant politic în campaniile electorale din 2007, 2009, 2011, 2014. În 2009 - martie 2011 a fost director de programe politice – Fundația «Признание»; iar în 2010 a fost colaborator științific la Institutul de Studii Politice și Integrare Europeană, de pe lângă Academia de Științe a Moldovei.
În calitate de deputat, prima vizită de lucru peste hotare a efectuat-o în Kazahstan, în ianuarie 2015.

## Viață personală
Este căsătorit cu Vlada Țîrdea (din 2004).

## Publicații
Monografii, lucrări științifice
- Богдан Цырдя, Виктор Чобану. Олигархическая Молдова. ediția a II, rev. si compl.  Кишинев: 2014.-856 pag. ISBN 978 – 9975- 4432 -9-6.
- Bogdan Țîrdea, Larisa Noroc. Politologie. Curs de prelegeri. Ediția a treia rev. si compl.  Chișinău: Elan Poligraf SRL, 2014.-360 pag. ISBN 978-9975-66-394-6.
- Bogdan Țîrdea. Cronica Absurdului=Летопись абсурда: Pamflete politice. -Chișinău: 2014. 236 p. ISBN 978 -9975-66-422-6.
- Vitalie Andrievschi, Bogdan Țîrdea. Campania electorală eficientă. Teorie și practică. Chișinău: Elan Poligraf SRL, 2010.-368 pag.
- Богдан Цырдя. Республика Молдова: деконструкция страны и народа. Сборник статей. Кишинев, Foxtrot SRL, 2010. -672 pag.

Monografii colective
- Уильям Блум, Майкл Паренти, Джеймс Петрас, Чарльз Аллен, Богдан Цырдя и др. Убийство демократии: операции ЦРУ и Пентагона в постоветский период. Сборник статей международного авторского колектива / Пер.с англ. Андрея Верченкова; пер. с испанского Татьяны Владимирской. – Москва: АНО «Институт внешнеполитичской исследований и инициатив», Кучково поле, 2014.- 480 с. (Серия реальная политика). Общая редакция –Вероника Крашениникова.  Pag. 165-183.
- Виталий Андриевский, Богдан Цырдя, Виталий Кулик, Валентин Якушик. Молдова. В монографии: Влияние мирового кризиса на стратегии левых сил в регионе постсоветской Евразии. Под. Ред. В.Меркушева и Валентина Якушика.-Киев: Центр исследований проблем гражданского общества; «София»2010. -192 с.  Р.139-165
- Bogdan Țîrdea, Larisa Noroc. Doctrine politice de dreapta. Doctrine politice de stînga. // Științe filosofice și politice: note de curs. /UPS „Ion Creangă”, Catedra Științe Filosofice și Economice; coord.și red. Sergiu Roșca. –Chișinău: UPS „Ion Creangă”, 2009-312p. P. 224-310
- Bogdan Țîrdea, Larisa Noroc. Îndrumar metodic la Politologie, UPS I.Creangă, Chișinau 2000.